# Silabario (texto educativo)

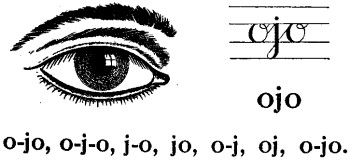
Ilustración de la primera página del "Silabario Matte", texto chileno de 1884, también conocido como "El ojo" a raíz de esta imagen.

Silabario es un texto destinado a la enseñanza inicial de la lectura, o alfabetización, basado en la presentación de palabras sencillas descompuestas en sílabas. Los silabarios en español, por ejemplo, suelen dedicar capítulos o unidades didácticas a las sílabas de mayor uso, presentando ejemplos de palabras comunes que las utilizan. Así la unidad relativa a la sílaba "pe" incluirá ejemplos como "pe-rro", "pe-lo", "Pe-pe", "pe-lo-ta", "gol-pe" o incluso frases como "Pe-dro pe-día pe-ras".
Figuradamente se suele denominar silabario a un manual breve, que introduce al lector en determinada área del conocimiento o en una disciplina práctica.

## Historia
Los silabarios modernos surgieron como reacción al método de enseñanza de la lectura basado en una intensa memorización del alfabeto y explicación expositiva del resultado fonético de las diversas combinaciones de letras, seguidas de la largas jornadas de lectura en voz alta. 

### Primeros silabarios: las cartillas y sus mensajes religiosos
Pero pese a la vieja preeminencia de la memorización y el deletreo, la lectura de sílabas parece ser un contenido tradicional y antiguo del aprendizaje de la lectura en idioma castellano. Se pueden encontrar tempranamente listados de sílabas y letras, que eran denominados habitualmente "cartillas". 
En España y sus dominios el privilegio de publicar cartillas o silabarios pertenecía preferentemente a instituciones regentadas por religiosos católicos, como obispados, hospitales y otras similares. Pero los cabildos eclesiásticos podían ceder o vender el privilegio a imprentas particulares.
El privilegio de exclusividad de Valladolid fue violado por diversas cartillas alternativas o plagiarias, que se multiplicaron especialmente a principios del siglo XIX. Es el caso las cartillas de Sevilla de 1813; la de Orihuela, del mismo año y la de edición de Valladolid de 1820. 
Antes circuló legalmente otro impreso que contravenía el privilegio de vallisoletano: la Cartilla o Silabario para uso de las Reales Escuelas del sitio de San Ildefonso, de la comitiva de S. M. y de S. Isidro de esta Corte. en la Imprenta Real, 1797.
Pese a las excepciones que quebraban el privilegio, el monopolio de la cartilla vallisoletana permitía a sus editores exigir precios abultados, acusados de abusivos. Por esta razón dicho cuadernillo fue blanco frecuentemente de las quejas de los maestros de primeras letras.
El monopolio de la cartilla de Valladolid se terminó con oficialización del Silabario de la Academia, realizada en el marco de la reforma educativa de 1825.

#### La cartilla colonial mexicana
Un caso americano de cartilla que contenía algunos ejercicios silábicos es la Nueva cartilla de primeras letras, que sucesivos editores imprimieron en México entre el siglo XVI y el siglo XVIII. La Nueva cartilla pasó del Hospital de Naturales a la imprenta de Paula Benavides en 1641. Un siglo después, en 1741, volvía al Hospital de Indios y en 1783 era entregada su impresión a Pedro de la Rosa, de Puebla.

#### Uso de las cartillas
En esta etapa, el método usado por los maestros consistía en la interrogación individual del estudiante sobre los signos y sílabas de la cartilla. El alumno debía, por ejemplo en México, iniciar su contestación con la fórmula "Jesús y Cruz y la que sigue es...(respuesta)". Complementariamente en la portada la cartilla se imprimía una imagen del Jesucristo representado como niño.
Tampoco era raro que estas cartillas incluyeran algunos pocos ejercicios silábicos que a la vez eran fórmulas de adoctrinamiento; como el mantra o detente "Por la se-ñal de la san-ta cruz...", usada en cartilla de Valladolid a manera de enlace entre la presentación de las sílabas y los contenidos religiosos.
Los ejercicios de escritura podían iniciarse semanas o meses después de comenzado el aprendizaje de la lectura.

### Silabarios racionalistas: orden alfabético
A raíz de las reformas borbónicas un nuevo espíritu comienza a rondar en la publicación de silabarios, la búsqueda de una educación racional, apegada de paso a los valores de la antigüedad clásica, vueltos a poner sobre el tapete por la Ilustración. En los nuevos silabarios hay preocupación por presentar listados lo más completos posibles, enciclopédicos podría decirse, de todas las sílabas en uso.
En este contexto, en 1785 Juan Antonio González de Valdés publicó su Silabario trilingüe para aprender á leer y escribir todos los sonidos simples elementales de la lengua española, griega, y latina, y casi todas la sílabas de la primera, reducido y acomodado a toda clase de discípulos y maestros. Ya en el título queda manifiesta la inspiración ilustrada de la obra. 
Pero, ya desde años anteriores, también comenzaban a discutirse nociones pedagógicas que después prevalecerían, como la necesidad de que la alfabetización inicial se centrara en la lengua materna del niño, postergando la enseñanza del latín. Entre 1758 y 1769, Fray Martín Sarmiento publicó en su Onomástico etimológico de la lengua gallega su opinión favorable a que los niños aprendieran a leer usando alfabetos y silabarium, comenzando con el estudio del español, en el caso de los hispanoparlantes, e incluso del gallego si se trataba de hablantes de ese idioma. En esto el ilustrado monje español coincidía con la opinión previa de La Salle respecto de la enseñanza en Francia.
En 1810 se publicó, por ejemplo, la Cartilla o silabario para uso de las escuelas, impreso por el independentista chileno Manuel José Gandarillas en Buenos Aires. Este pequeño impreso, que inauguraba un nuevo estilo de silabario en América Latina, no era más que un listado, prácticamente alfabético, de casi todas las sílabas posibles en idioma castellano, intercaladas con el abecedario, los signos numéricos, diptongos y triptongos. La disposición del impreso, sin íconos o mensajes doctrinales y ordenado en 13 unidades numeradas, era de clara inspiración racionalista. Como es anterior a la implementación del sistema lancasteriano, que propugnaba el trabajo de grupos pequeños monitoriados por un compañero aventajado, se puede suponer que el silabario de Gandarillas era usado como guía para una lectura coral y repetitiva de las sílabas sueltas.

### Surgimiento del silabario contemporáneo
Durante la segunda mitad del siglo XIX y principios del siglo XX, con el avenimiento y masificación de la educación pública en Europa y América, se comenzó a expresar la necesidad de un sistema basado en la práctica de la lectura de palabras, pues se sostenía que las letras y sílabas sueltas nada decían al raciocinio del estudiante, y por lo mismo no ofrecían facilidades a la memoria o el aprendizaje. 

#### Sarmiento
Entre los pioneros y teóricos del sistema en castellano se encuentra el eductador argentino Domingo Faustino Sarmiento, quien publicó su Método de lectura gradual en 1849 en Santiago de Chile. Sarmiento, quien después ejercería como presidente de su país, intentaba dar a su sistema un fundamento pedagógico y una metodología progresiva. Se oponía a fundamentar el proceso en la mera memorización y de hecho afirmaba que los anteriores silabarios habían malogrado los potenciales beneficios del método lancasteriano. Por otra parte añadía consejos a los maestros que permitieran hacer más natural e intuitivo el aprendizaje, como simplificar el nombre de las consonantes. Así, de acuerdo al sistema de Sarmiento, la "m" se llamaba "me" en vez de "eme". Se dejaba entre los contenidos finales el uso de las que llama "letras inútiles o convencionales", como la "h" o la "u" puesta después de la "q".

#### Visuales y seculares
Hay autores que asocian la aparición del silabario moderno, y la consecuente desaparición de su antecesora la "cartilla", con el proceso de la secularización de la enseñanza.
Por lo mismo no fue raro que el silabario, al igual que otros textos escolares surgidos en la misma época, fuera utilizado para inocular en los alumnos los valores impulsados por la naciente educación fiscal, como orgullo patriótico y civismo.  Se seguía la anterior tradición de las cartillas católicas. Con distinto signo se mantenía la concepción del silabario como un vehículo de mensajes ideológicos.
A finales del siglo XIX se comenzó a hacer cada vez más hincapié en las ilustraciones como apoyo visual al aprendizaje de sílabas y palabras. Es el caso del silabario ilustrado, conocido como El ojo, del educador chileno Claudio Matte, publicado en Leipzig en 1884, que circuló como texto oficial en Chile y fue distribuido en diversos países latinoamericanos. Este texto aprovechó tempranamente las asociaciones visuales que se podían establecer entre imagen, grafía y el significado de las palabras:

(ojo...) Esta es la primera palabra que nos enseña a leer el "Silabario Matte". ¡Qué acertado estuvo don Claudio al elegirla! Breve, ya que diferente, está formada por sólo dos letras. Ojo es la palabra que fotografía su propia significación: las "oo" son dos ojos separados por la "jota", que hace de nariz. Es, pues, la onomatopeya llevada a la caligrafía.
Jorge Délano "Coke"

El "Silabario Matte", por ejemplo, ya consideraba en su metodología una simultaneidad del aprendizaje de la lectura y la escritura.

## Listado cronológico de silabarios en español
- Siglos XVI al XIX: Cartilla y doctrina christiana impresa con privilegio Real en la Santa Iglesia de Valladolid. Texto de 16 páginas que contó con un permiso monopólico de la monarquía, en lo referente a la enseñanza inicial de la lectura.
- Siglos XVI al XVIII: Nueva cartilla de primeras letras, texto similar al anterior, editado con privilegio de exclusividad para el virreinato de Nueva España.
- 1785: Silabario trilingüe para aprender á leer y escribir todos los sonidos simples elementales de la lengua española, griega, y latina, y casi todas la sílabas de la primera, reducido y acomodado a toda clase de discípulos y maestros, de Juan Antonio González de Valdés.
- 1797: Cartilla o Silabario para uso de las Reales Escuelas del sitio de San Ildefonso, de la comitiva de S. M. y de S. Isidro de esta Corte.
- 1810: Cartilla o silabario para uso de las escuelas. Imprenta de Manuel José Gandarillas y socios, Buenos Aires.
- 1825: "Silabario de la Academia".
- 1848: Método de lectura gradual , de Domingo Faustino Sarmiento.
- 1876: Silabario ó Cartilla para los niños, editado en Madrid por el pedagogo Saturnino Calleja.
- 1884: Nuevo método (fonético-analítico-sintético) para la enseñanza simultánea de la lectura i escritura compuesto para las escuelas de la República de Chile, de Claudio Matte, editido originalmente en Leipzig. Se convirtió en texto oficial y fue usado en varios países americanos. Se le conoce como "Silabario Matte" o "El ojo".
- 1914: Norma, nuevo silabario ilustrado, de Vicente Pinedo, editado en España con énfasis en la presencia de pequeñas ilustraciones.
- 1937: Cartilla escolar antifascista, editada por el Ministerìo de Instrucción Pública de la República de España. Entre los ejercicios se podían encontrar mensajes como "o-be-dien-cia al go-bier-no le-gí-ti-mo" o "Du-rru-ti mu-rio lu-chan-do por la li-ber-tad".
- 1944: Silabario Dinámico del Método Peruano de Lectura y Escritura, de Desiderio Vásquez Aguilar, el cual hace que los niños usen tres tipos de memoria: visual, auditiva y MOTRIZ por medio de juegos para la lectura y cantos descriptivos para dirigir la escritura de las sílabas.Imprenta de Miranda-Lima Perú.
- 1945:  Silabario hispanoamericano , de Adrián Dufflocq Galdames, con ilustraciones de Coré. Más de 90 ediciones en diversos países y todavía utilizado en Chile, donde se publicó por primera vez.
- 1955:  Coquito , de Everardo Zapata Santillana, con ilustraciones y cuentos clásicos. Silabario peruano con más de 50 ediciones en diversos países y todavía utilizado en Perú.
- 1995-2012: "Silbario Monterrosa" Desarrollo del Proceso de lectoescritura, de Elsy Margarita Monterrosa, publicado en El Salvador, Centroamérica y Estados Unidos de América.

## Silabarios en otras lenguas
Históricamente el silabario no ha sido un material pedagógico exclusivo de la enseñanza del castellano. Entre de silabarios publicados para otras lenguas se encuentra el Syllabaire français de Jean-Baptiste de La Salle (1698). La Salle desarrolló el texto dentro de la lógica de enfocar los escasos años de escolaridad de la población en el aprendizaje del francés, sin dividir o desperdiciar esfuerzos en la enseñanza del latín. Hasta entonces en Francia únicamente existían cartillas, conocidas como croix-de Jésus, croix-de-par-Dieu o croisette por su contenido e iconografía religiosa, que presentaban al estudiante el abecedario, listados de sílabas y algunas frases sencillas del ritual cristiano, pero siempre orientadas a la enseñanza del latín. Por ejemplo en Monsieur de Pourceaugnac (1669), comedia-ballet de Moliére, el personaje del Boticario hace referencia a estas cartillas, dando fe de que el médico conoce tan bien su oficio como él mismo conoce de memoria la "croix-de-par-Dieu".
En Estados Unidos fue bastante usado el Porney's Syllabaire francais, or French spelling book (Brooklyn, 1829), reeditado y comercializado en varias ciudades de la Costa Este durante el siglo XIX con el fin de enseñar el francés a los norteamericanos angloparlantes.